# Graptopetalum paraguayense
Graptopetalum paraguayense ist eine Pflanzenart aus der Gattung Graptopetalum in der Familie der Dickblattgewächse (Crassulaceae).

## Beschreibung

### Vegetative Merkmale
Graptopetalum paraguayense bildet kleine Sträucher mit niederliegenden oder hängenden, bis 30 Zentimeter langen Trieben. Die nur an der Basis verzweigten Triebe erreichen einen Durchmesser von 8 bis 12 Millimeter. Die zerstreut angeordneten Blätter stehen in lockeren Rosetten die 7 bis 12, manchmal auch bis 16 Zentimeter Durchmesser erreichen. Die Rosetten bestehen aus 15 bis 25, manchmal auch bis 30 Blättern, die sich auf 4 bis 8 Zentimeter am Triebende befinden. Die ausgebreiteten bis leicht zurück gebogenen, keilförmigen bis verkehrt eiförmig und kurz zugespitzten Blätter werden 4 bis 7, manchmal auch bis 8 Zentimeter lang und 1,5 bis 3, manchmal auch bis 4 Zentimeter breit. Sie werden bis 10 Millimeter dick, sind mehr oder weniger rosa gefärbt, ältere oft lavendelfarben.

### Blütenstände und Blüten
Der Blütenstand wird oft 1 bis 2 Zentimeter unterhalb der Triebspitze ausgebildet. Pro Rosette erscheinen ein oder zwei, 8 bis 22 Zentimeter lange Blütenstände. Sie sind mehr oder weniger rosa gefärbt und bestehen aus einer 3 bis 12 Zentimeter langen Thyrse. Diese bildet 2 bis 4, manchmal auch 6 einfache oder 2-fach gegabelte wickelige Zweige mit 5 bis 15 Blüten aus. Die fünfzähligen Blüten sind 4 bis 16 Millimeter lang gestielt. Die dreieckig-eiförmigen Kelchblätter sind spitz, fast gleichförmig und werden 1,3 bis 3 Millimeter breit. Die Blütenkrone hat einen Durchmesser von 13 bis 19 Millimeter. Die dreieckig-eiförmigen Kronblätter sind weiß gefärbt und werden 6 bis 8 Millimeter lang und 3 bis 4,5 Millimeter breit. Auf den spitzen Zipfeln der 4 bis 5 Millimeter langen und 5 bis 7 Millimeter breiten Röhre sind kleine und zerstreut stehende, rote Flecken vorhanden. Die 7 bis 9 Millimeter langen, epipetalen Staubfäden sind auf etwa 3 bis 4 Millimeter mit der Kronröhre verwachsen. Die gelben Nektarschüppchen sind aufrecht und quadratisch geformt. Sie werden 0,6 bis 1 Millimeter lang und breit. Der aufrechte Griffel verjüngt sich und ist 0,5 bis 1 Millimeter lang. 
Die Chromosomenzahl beträgt n = 68.

## Verbreitung und Systematik
Graptopetalum paraguayense subsp. paraguayense ist nur aus Kultur bekannt und stammt vermutlich aus dem östlichen und zentralen Mexiko. Im australischen Bundesstaat Queensland gilt die Unterart als Neophyt.
Graptopetalum paraguayense subsp. bernalense ist im mexikanischen Bundesstaat Tamaulipas auf nach Norden exponierten Porphyrfelsen in Höhenlagen von 700 bis 800 Metern verbreitet und nur vom Typstandort bekannt.
Die Erstbeschreibung von Graptopetalum paraguayense erfolgte als Cotyledon paraguayensis 1914 durch Nicholas Edward Brown. 1938 stellte Eric Walther die Art in die Gattung Graptopetalum. Synonyme sind Cotyledon paraguayensis N.E.Br. (1914), Echeveria paraguayensis (N.E.Br.) hort. ex Poelln. (1936) und Sedum paraguayense (N.E.Br.) Bullock (1937).
Es werden folgende Unterarten unterschieden:
- Graptopetalum paraguayense subsp. bernalense Kimnach & Moran (1986); ein Synonym ist Byrnesia bernalensis (Kimnach & Moran) P.V.Heath (1994)
- Graptopetalum paraguayense subsp. paraguayense; Synonyme sind Echeveria weinbergii hort. ex T.B.Shepherd (1912), Byrnesia weinbergii (T.B.Shepherd) Rose (1922), Graptopetalum weinbergii (T.B.Shepherd) E.Walther (1930), Sedum weinbergii (T.B.Shepherd) A.Berger (1930), Echeveria arizonica hort. ex Rose (1922), Graptopetalum byrnesia E.Walther (1931) und Echeveria byrnesia (E.Walther) hort. ex Rooksby (1933).

## Nachweise